# 2004年アテネオリンピックのケニア選手団
2004年アテネオリンピックのケニア選手団（2004ねんアテネオリンピックのケニアせんしゅだん）は、2004年8月13日から8月29日にかけてギリシャの首都アテネで開催された2004年アテネオリンピックのケニア選手団、およびその競技結果。

## 概要
今大会は金メダル1個、銀メダル4個、銅メダル2個の合計7個のメダルを獲得した。

## メダル
| メダル | 選手名               | 競技 | 種目          |
| ------ | -------------------- | ---- | ------------- |
| 金     | エゼキエル・ケンボイ | 陸上 | 男子3000m障害 |
| 銀     | ブライミン・キプルト | 陸上 | 男子3000m障害 |
| 銀     | バーナード・ラガト   | 陸上 | 男子1500m     |
| 銀     | イザベラ・オチチ     | 陸上 | 女子5000m     |
| 銀     | キャサリン・ヌデレバ | 陸上 | 女子マラソン  |
| 銅     | エリウド・キプチョゲ | 陸上 | 男子5000m     |
| 銅     | ポール・コエチ       | 陸上 | 男子3000m障害 |